# Stacy Schiff
Stacy Madeleine Schiff (Adams, 26 ottobre 1961) è una scrittrice e storica statunitense, autrice di cinque biografie. Quella su Vera Nabokov vinse nel 2000 il Premio Pulitzer. Schiff ha anche scrittro biografie sull'aviatore francese e autore del The Little Prince, Antoine de Saint-Exupéry, il poliedrico e primo motore della fondazione dell'America  Benjamin Franklin, il padre di Franklin  Samuel Adams, l'antica regina dell'Egitto Cleopatra e su importanti personaggi ed eventi del Salem Witch Trials ("Processi alle streghe") del 1692-93 nel Massachusetts coloniale.

## Biografia
Schiff nacque nel 1961 ad Adams, Massachusetts, da Morton Schiff, presidente di Schiff Clothing, un negozio fondato dal bisnonno di Schiff nel 1897, ed Ellen, professoressa di letteratura francese al North Adams State College (ora chiamato Massachusetts College of Liberal Arts). Schiff si è diplomata alla scuola preparatoria della Phillips Academy (Andover) e successivamente ha conseguito la laurea presso il Williams College nel 1982. È stata curatrice editoriale  presso Simon & Schuster fino al 1990.

### Carriera come autrice
Schiff ha vinto il Premio Pulitzer 2000 per la biografia di Vera Nabokov, moglie e musa ispiratrice del romanziere russo-americano Vladimir Nabokov. È stata anche finalista per il Premio Pulitzer 1995 per la biografia di Antoine de Saint Exupéry.
A Great Improvisation: Franklin, France, e The Birth of America (2005) di Schiff hanno vinto il George Washington Book Prize. Il libro  è stato trasformato in Franklin, una miniserie televisiva con protagonista Michael Douglas.
Il suo quarto libro, Cleopatra: A Life, è stato pubblicato nel 2010. Come ha affermato il recensore del Wall Street Journal, "Schiff fa una cosa rara: ci regala un libro che ci mancherebbe se non esistesse". Il New Yorker definì il libro "un'opera letteraria"; Simon Winchester ha dichiarato che "diventerà un classico". Cleopatra è apparsa nella Top Ten Books 2010 del New York Times,  e ha vinto il PEN/Jacqueline Bograd Weld Award 2011 per la biografia. 
The Witches: Salem, 1692 di Schiff è stato pubblicato nel 2015. Il New York Times lo ha descritto come "una narrativa quasi romanzesca, simile a un thriller". David McCullough ha dichiarato il libro "brillante dall'inizio alla fine". 
I suoi saggi e articoli sono apparsi su The New Yorker, The New York Times, The New York Review of Books, The Times Literary Supplement e The Washington Post. Ex editorialista del New York Times, Schiff risiede a New York City ed è amministratrice della John Simon Guggenheim Memorial Foundation. 

## Premi e riconoscimenti
- National Endowment for the Humanities, borsa di studio
- 1996 John Simon Guggenheim Memorial Foundation, borsa di studio
- 2000 Premio Pulitzer per Vera Nabokov
- 2006 George Washington Book Prize, "Una grande improvvisazione"
- 2011 PEN/Jacqueline Bograd Weld Award
- 2015 Premio Janus trimestrale di Lapham
- 2017 New England Historic Genealogical Society Lifetime Achievement Award in storia e biografia
- 2018 Ministero della Cultura francese, Chevalier des Arts et Lettres
- 2019 Accademia americana delle arti e delle lettere